# 34177 Amandawilson
34177 Amandawilson è un asteroide della fascia principale. Scoperto nel 2000, presenta un'orbita caratterizzata da un semiasse maggiore pari a 2,9296232 au e da un'eccentricità di 0,0879406, inclinata di 3,02892° rispetto all'eclittica.